# Bondarenko (Rusia)
Bondarenko (del ruso: Бондаренко) es un jútor del raión de Séverskaya, en el krai de Krasnodar de Rusia. Está situado a orillas del río Ubin, afluente del Afips, de la cuenca del Kubán, 4 km al nordeste de Séverskaya y 28 km al suroeste de Krasnodar, la capital del krai. Tenía 48 habitantes en 2010.
Pertenece al municipio Séverskoye.